# Biatlon na Zimních olympijských hrách 1976
Biatlon na Zimních olympijských hrách 1976 v Innsbrucku.

## Medailové pořadí zemí
| Pořadí | Země                                 | Zlato | Stříbro | Bronz | Celkově |
| ------ | ------------------------------------ | ----- | ------- | ----- | ------- |
| 1.     | Sovětský svaz (URS)                  | 2     | 0       | 1     | 3       |
| 2.     | Finsko (FIN)                         | 0     | 2       | 0     | 2       |
| 3.     | Německá demokratická republika (GDR) | 0     | 0       | 1     | 1       |
|        | Celkem                               | 2     | 2       | 2     | 6       |

## Medailisté

### Muži
| Disciplína         | Zlato                                                                                        | Výkon     | Stříbro                                                                     | Výkon     | Bronz                                                                                                 | Výkon     |
| ------------------ | -------------------------------------------------------------------------------------------- | --------- | --------------------------------------------------------------------------- | --------- | --- | --------- |
| vytrvalostní závod | Nikolaj Kruglov · Sovětský svaz (URS)                                                        | 1:14:12,3 | Heikki Ikola · Finsko (FIN)                                                 | 1:15:54,1 | Alexandr Jelizarov · Sovětský svaz (URS)                                                              | 1:16:05,6 |
| štafeta            | Sovětský svaz (URS) · Alexandr Jelizarov · Ivan Bjakov · Nikolaj Kruglov · Alexandr Tichonov | 1:57:55,6 | Finsko (FIN) · Henrik Flöjt · Esko Saira · Juhani Suutarinen · Heikki Ikola | 2:01:45,6 | Německá demokratická republika (GDR) · Karl-Heinz Menz · Frank Ullrich · Manfred Beer · Manfred Geyer | 2:04:08,6 |